# 甘肃省文学艺术界联合会
甘肃省文学艺术界联合会（简称甘肃省文联），是中华人民共和国甘肃省文学艺术界工作者组成的专业性人民团体，也是中国文学艺术界联合会的团体会员。

## 历史沿革
1950年6月25日，经中共甘肃省委宣传部同意，在兰州文艺协会筹备委员会的基础上成立甘肃省文学艺术工作者联合会筹备委员会。
1954年9月，宁夏省撤销并入甘肃省后，酝酿召开第一次代表大会。10月28日，成立甘肃省文学艺术工作者第一次代表大会（简称文代会）筹委会，曲子贞担任主任。1954年12月5日至11日，甘肃省文学艺术工作者第一次代表大会在兰州召开，选举产生甘肃省文学艺术工作者联合会第一届委员会。大会还讨论制定了《甘肃省文学艺术工作者联合会章程》，下设文学工作者协会、戏剧工作者协会、音乐工作者协会、美术工作者协会、电影工作者协会、曲艺改进委员会。
1955年5月29日，甘肃省文学艺术工作者联合会在兰州举行扩大会议，声讨胡风反革命集团。
1958年8月，甘肃省文化局和甘肃省文联合署办公，对外保留牌子。1961年3月，甘肃省中苏友好协会、中国作家协会兰州分会并入省文联，对外均保留牌子。
1966年至1968年的文化大革命时期，省文联及所属协会业务工作瘫痪。1969年，甘肃省革命委员会撤销省文联与各协会，全体人员到“毛泽东思想学习班”学习和接受审查、批判。学习结束后，大部分人员被分配到各地五七干校劳动，少数去工厂或另行分配工作。
1978年11月4日，省文联及所属协会正式恢复工作。1980年3月，完成干部平反工作，共受理复查16起案件。
1980年9月18日至26日，甘肃省文学艺术工作者第二次代表大会在兰州召开，选举产生甘肃省文联第二届委员会。
1982年，创办文艺评论季刊《当代文艺思潮》。1987年7月停刊。
1990年12月3日至5日，甘肃省文学艺术工作者第三次代表大会在兰州召开，选举产生甘肃省文联第三届委员会。
1991年，改称甘肃省文学艺术界联合会。

## 组织机构
机关处室
- 办公室
- 人事处
- 组织联络处
- 文艺指导和维权处
- 机关党委

省级文艺家协会
- 甘肃省电视艺术家协会
- 甘肃省戏剧家协会
- 甘肃省电影艺术家协会
- 甘肃省音乐家协会
- 甘肃省书法家协会
- 甘肃省作家协会
- 甘肃省美术家协会
- 甘肃省杂技家协会
- 甘肃省民间文艺家协会
- 甘肃省文艺评论家协会
- 甘肃省舞蹈家协会
- 甘肃省曲艺家协会
- 甘肃省摄影艺术家协会

直属事业单位
- 甘肃省文艺理论研究室
- 甘肃省文学院
- 《飞天》编辑部

## 历届组成人员

### 第一届[5]
- 任期：1954年12月－1980年9月
- 主任：曲子贞
- 副主任：李秀峰、岳松

### 第二届
- 任期：1980年9月－1990年12月
- 名誉主席：杨植霖、常书鸿
- 主席：吴坚
- 副主席：易炎、程士荣、武玉笑、赵戈、陈伯希、曲子贞、岳松、莫耶、王创业、谢昌余、汪玉良、杨文林、丹正贡布、支克坚、陈光
- 秘书长：王创业

### 第三届
- 任期：1990年12月－2000年8月
- 主席：程士荣
- 副主席：谢富饶、刘万仁、安可君、陈光、易炎、谢昌余、武玉笑、王创业、汪玉良、杨文林、张俊彪
- 秘书长：安可君（兼）

### 第四届
- 任期：2000年9月－2014年2月
- 主席：马西林
- 副主席：张炳玉、冯树林（增补、驻会）、马少青（增补、驻会）、赵树德（增补、驻会）、张改琴（驻会）、康金城（增补、驻会）、张永基（增补、驻会）、苏孝林（增补、驻会）、翟万益（增补、驻会）、孙周秦（增补、驻会）、马自祥、孔庆浩、尕藏才旦、许琪、张文轩、张应银、陈霖苍、赵逵夫、郭文涛

### 第五届
- 任期：2014年2月－
- 名誉主席：连辑、马少青
- 主席：邵明、李燕青（2018年7月－2019年1月）、王登渤（2019年1月－）
- 副主席：周丽宁（2014年2月－2017年6月）、张永基、苏孝林、翟万益、王登渤、程金城、李燕青（2017年8月－2018年7月）、潘义奎（2017年8月任）、林涛（2017年8月任）、赵平英（2018年7月任）、王正茂（2019年1月任）、马青山（2019年7月任）
- 秘书长：郑怀博、赵平英（2017年任）